# Costantino Pasqualotto
Costantino Pasqualotto, detto il Costantini (Vicenza, 1681 – 1755), è stato un pittore italiano della Repubblica di Venezia.
Fu uno dei maggiori pittori operanti a Vicenza nel Settecento.

## Biografia
Figlio di Giacinto Pasqualotto, pittore vicentino, Costantino Pasqualotto fu "uno dei più riputati pittori che fossero in Vicenza sul declinare del XVII secolo", allievo di Giovanni Volpato o di Giulio Carpioni.
Fra le sue opere più note, due tele nell'Oratorio delle Zitelle a Vicenza e il soffitto della chiesa di San Faustino, sempre a Vicenza.
Un'importante pala d'altare con La visione di San Giovanni della Croce (tra il 1735 e il 1750) è conservata nella Chiesa di San Marco in San Girolamo.

## Opere
(elenco parziale)
A Vicenza

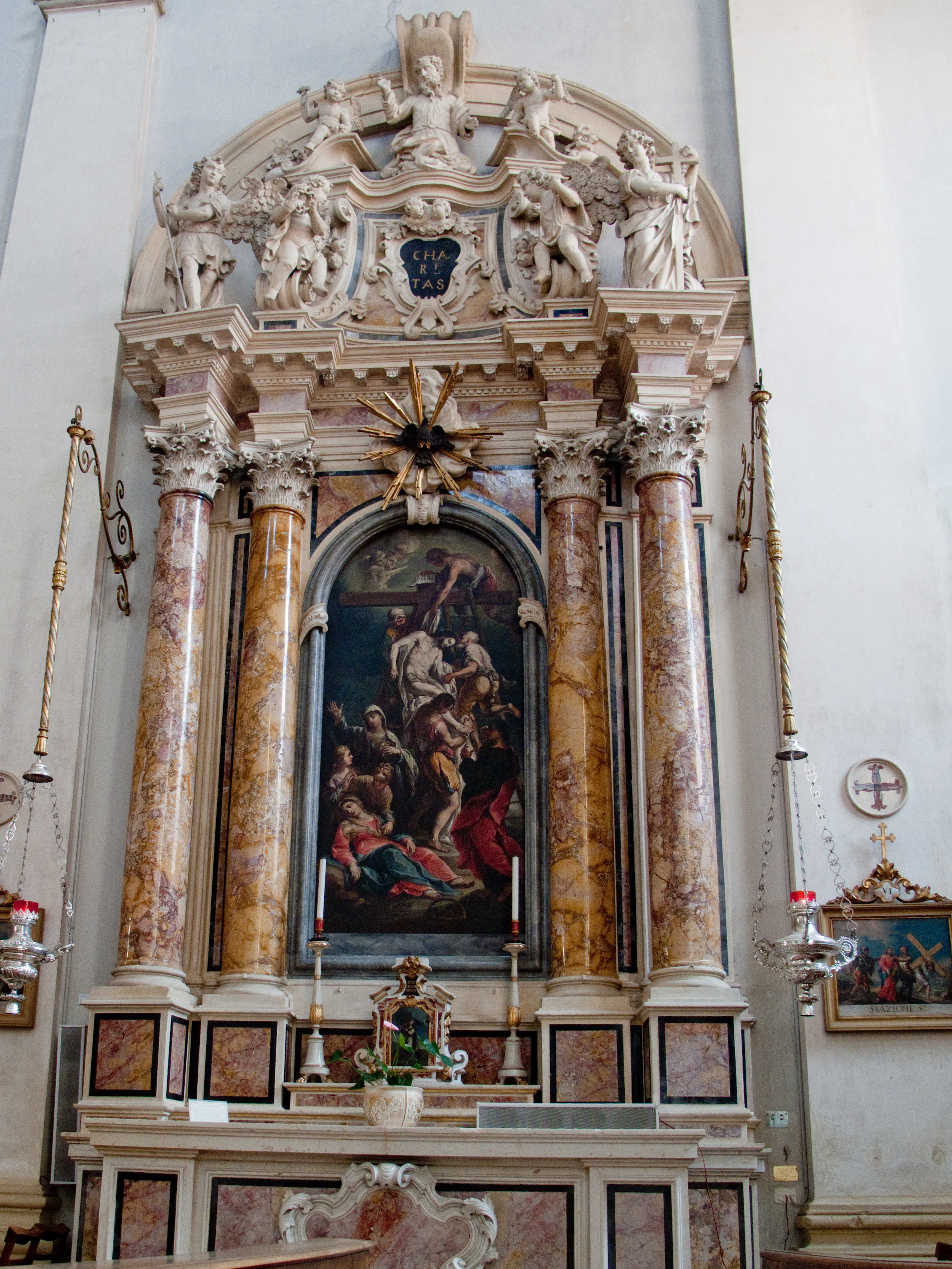
Altare della Deposizione nella chiesa di San Giuliano

- La visione di San Giovanni della Croce (tra il 1735 e il 1750), Chiesa di San Marco in San Girolamo
- Stazioni della Via Crucis, Deposizione e porte di tabernacoli, Chiesa di San Giuliano
- L'annunciazione,  L'adorazione dei Magi; La Presentazione al Tempio, (1740), Oratorio delle Zitelle
- La Beata Vergine, San Faustino, San Filippo Neri e un vescovo sedente in trono nel soffitto della chiesa di San Faustino
- Cristo Risorgente e i sei riquadri intorno sul soffitto, nel braccio destro del transetto della chiesa dei santi Filippo e Giacomo
- San Giovanni della Croce in adorazione di Gesù in gloria con la Croce nella cappella destra della chiesa di San Marco

In Provincia di Vicenza
- Affreschi per Villa Valmarana Morosini, Altavilla Vicentina
- Affreschi per Villa Capra Barbaran (soffitto della loggia), Santa Maria di Camisano Vicentino
- Affreschi per Villa Caldogno (fregio), Caldogno
- Teleri e Affreschi per il Duomo di  Rossano V. to

Altrove
- La Sacra Famiglia, La Samaritana, Chiesa di San Gregorio Magno, Veronella (Verona)
- La Sacra Famiglia, Oratorio della chiesa di Santa Caterina in Villa (ma originariamente nella cappella della famiglia Balzi in località Montagnago), San Giovanni Ilarione (Verona)
- Gesù asciugato dalla Veronica, Maddalena bacia i piedi di Cristo, Chiesa di San Luca Evangelista, Padova